# Carlos Sánchez Mato
Carlos Sánchez Mato (Madrid, 1970) és un polític i economista espanyol, regidor de l'Ajuntament de Madrid dins del grup municipal d'Ara Madrid.

## Biografia
Nascut el 1970 a Madrid, es va llicenciar en ciències econòmiques per la Universitat Complutense de Madrid (UCM). Vecino de Aluche, Sánchez Mato, que es defineix com «comunista i cristià», va participar en moviments cristians de base i també va estar actiu en el grup trotskista Nueva Claridad.
Va ser inclòs com a candidat al número 14 de la llista d'Ara Madrid per a les eleccions municipals de 2015 a Madrid i va resultar elegit regidor de l'Ajuntament de Madrid. Després de la investidura de Manuela Carmena com a alcaldessa de Madrid el 13 de juny de 2015, Sánchez Mato va entrar a formar part de la Junta de Govern de la Ciutat de Madrid, al capdavant de l'Àrea d'Economia i Hisenda. També va ser nomenat regidor-president del districte de Vicálvaro.

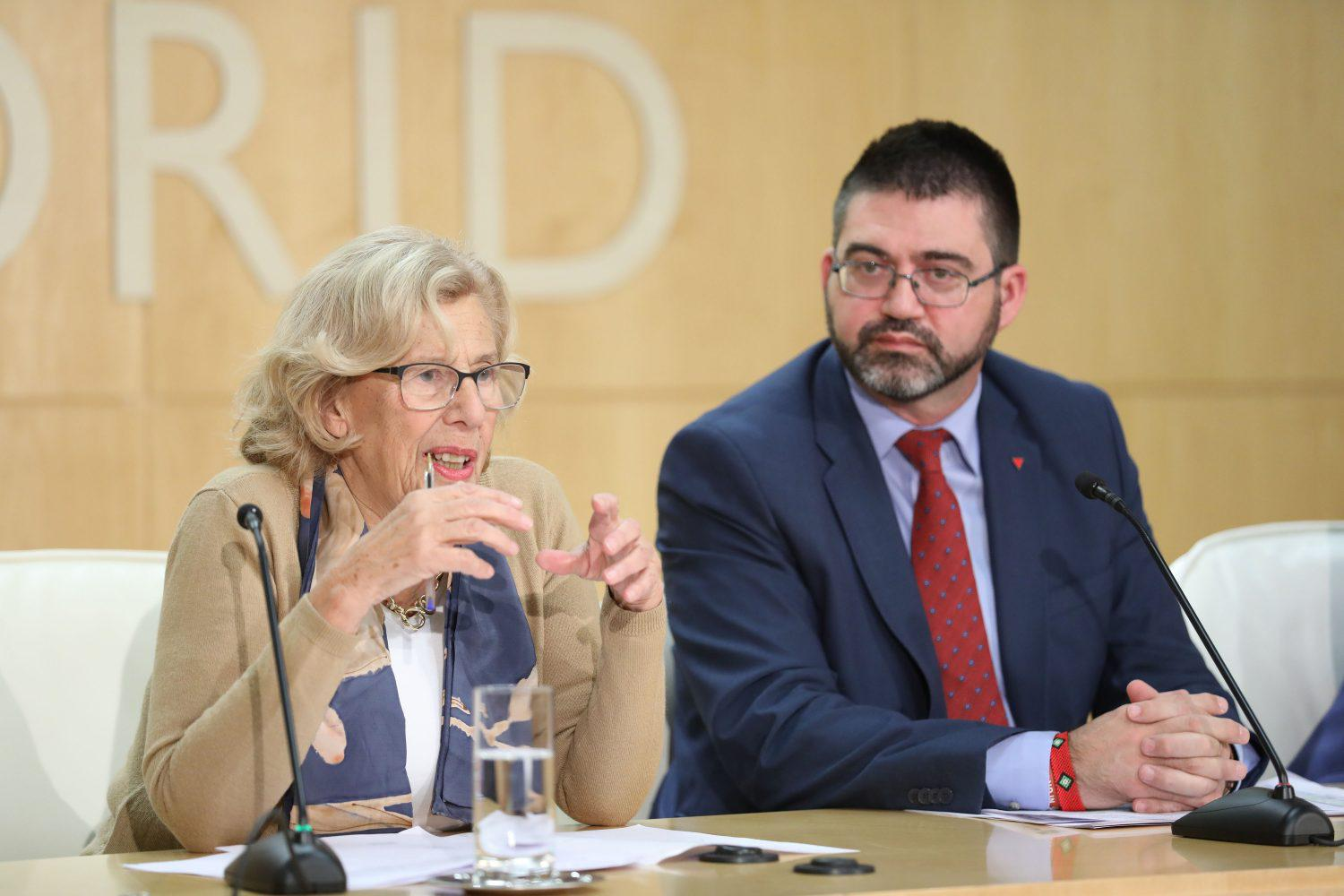
Manuela Carmena i Sánchez Mato, el 15 de novembre de 2017.

El seu enfrontament amb Cristóbal Montoro, ministre d'Hisenda, i, posteriorment, també amb Manuela Carmena, amb relació a la regla de despesa i al Pla Econòmic Financer (PEF) per al consistori, el va portar a ser destituït per Carmena com a responsable de l'àrea de Govern d'Economia i Hisenda al desembre de 2017. El 12 de gener de 2018 va assumir el càrrec de regidor president del districte de Latina, en substitució d'Esther Gómez Morante.
El 2019 va anunciar les seves intencions de concórrer com a candidat a les primàries d'Esquerra Unida de cara a determinar el primer candidat a diputat per Madrid del partit dins de les llistes de Unidas Podemos per a les eleccions generals de 2019. Quatre dies més tard va retirar la candidatura, pensant en «el millor per al projecte».